# Puerto Ricó-i trupiál
A Puerto Ricó-i trupiál (Icterus portoricensis) a madarak osztályának verébalakúak (Passeriformes) rendjébe, azon belül a csirögefélék (Icteridae) családjába tartozó faj.
Magyar neve forrással nincs megerősítve.

## Rendszerezése
A fajt Henry Bryant amerikai természettudós írta le 1866-ban, Icterus dominicensis portoricensis néven, egyes szervezetek jelenleg is az antillai trupiál (Icterus dominicensis) alfajaként tartják nyilván.

## Előfordulása
A Nagy-Antillákhoz tartozó, Puerto Rico területén honos. Természetes élőhelyei a szubtrópusi és trópusi síkvidéki és hegyi esőerdők, lombhullató erdők és cserjések, valamint vidéki kertek és ültetvények. Állandó, nem vonuló faj.

## Megjelenése
Átlagos testhossza 22 centiméter, testtömege 34-45 gramm.

## Életmódja
Ízeltlábúakkal, kisebb gerincesekkel, gyümölcsökkel és nektárral táplálkozik.

## Természetvédelmi helyzete
Az elterjedési területe kicsi, egyedszáma ugyan csökken, de még nem éri el a kritikus szintet. A Természetvédelmi Világszövetség Vörös listáján nem fenyegetett fajként szerepel.